# 卢龙县
卢龙县是中国河北省秦皇岛市所辖的一个县。县人民政府驻卢龙镇。

## 历史沿革
北魏析肥如县置新昌县。隋开皇十八年改为卢龙。唐为平州治，辽金因之；元为永平路治；明清为永平府治；民国废府存县，属河北省；1983年属秦皇岛市。

## 行政区划
卢龙县下辖9个镇、3个乡、1个开发区：
卢龙县经济开发区、卢龙镇、潘庄镇、燕河营镇、双望镇、刘田各庄镇、石门镇、木井镇、陈官屯镇、蛤泊镇、印庄镇、下寨乡和刘家营乡。

## 人口
根据第七次人口普查数据，截至2020年11月1日零时，卢龙县常住人口333942人。

## 交通
- 102国道过境
- 205国道过境
- G1京哈高速过境
- 京哈线过境
- 大秦铁路过境

## 特产
卢龙粉丝、石门核桃：中国地理标志产品。